# XvYCC

又稱是最新一代的色域標準，使得色彩範圍（color space）更加寬廣，是目前色域的1.8倍，幾乎可以表示代表自然界中存在的所有顏色。而且又能與BT.709的顯示器相容。2006年1月被稱為IEC 61966-2-4色彩標準。它是索尼在科达色彩空间上扩展发展出来的，目的是为了传送数码视频信号。

## 外部連結
- IEC Web Store for IEC 61966-2-4 （页面存档备份，存于）